# Сабухи (фильм)
«Сабухи» — советский фильм об известном просветителе, драматурге и философе Азербайджана М. Ф. Ахундове, получившим в народе прозвище «Сабухи», что в пер. с азер. означает человек утра.

## Содержание
Фильм рассказывает о его жизни и деятельности. В главных ролях снялись Исмаил Дагестанлы, Гусейнгулу Сарабский, Казым Зия, Лейла Бадирбейли, Алескер Шарифов, Агададаш Курбанов.

## О Фильме
- Первая работа композитор фильма Тофика Гулиева.
- Первая работа режиссёра фильма Рзы Тахмасиба.

### В ролях
| Герой                | Актёр                |
| -------------------- | -------------------- |
| Исмаил Дагестанлы    | Ахундов              |
| Гусейнкули Сарабский | Ашуг Саттар          |
| Кязым Зия            | Шейх Али             |
| Лейла Бедирбейли     | Тубу                 |
| Алескер Шарифов      | Мирза Шафи           |
| Агададаш Курбанов    | Бакиханов            |
| Мовсум Санани        | Вано                 |
| Леван Хотивари       | Орбелиани            |
| К. Пипинашвили       | Абовян               |
| Л. Алексеев          | Иван                 |
| Владимир Белокуров   | Бестужев             |
| Анатолий Смиранин    | Рогов                |
| Хайри Эмир-Заде      | Раджаб               |
| Исмаил Эфендиев      | Рза                  |
| А. Гасанов           | Адыгозел             |
| Н. Перестиани        | Князь Воронцов       |
| Али Курбанов         | Агаларов             |
| Ахмед Гамарлинский   |                      |
| Рза Дараблы          |                      |
| Мустафа Марданов     | Начальник Академии   |
| Атамоглан Рзаев      |                      |
| Гаджимамед Гафгазлы  |                      |
| Мирвари Новрузова    | Гюлуш                |
| М. Казаветти         | Барон Розен          |
| Василий Никольский   | Начальник Начальства |
| Рустам Кязымов       | Шейх-уль-Ислам       |
| А. Аббасов           | Старец из Нухи       |

## Съемочная группа
Сценарий: Микаил Рафили
Режиссёр:  Амо Бек-Назаров
2-й режиссёр: Рза Тахмасиб
Оператор: Дмитрий Фельдман
Камера: Азгар Исмаилов
Композитор: Тофик Гулиев
Хореограф: Алибаба Абдуллаев
Художник-постановщик: Виктор Аден
Художник по эскизам: В. Каплуновский
Звукооператор: Агахусейн Каримов
Гример: Георгий Парисашвили
Помощник режиссёра: М. Ю. Володин, Камар Саламзаде, Александр Попов
Помощник по монтажу: Зейнаб Казимова
Директор картины: И. Бекак, Теймур Гусейнов
Художник по костюмам: Исмаил Ахундов
Помощник режиссёра: М. Хусейнов
Ассистент оператора: Леонид Корецкий
Исполнитель песни: Зульфи Адыгезалов